# Samuel Stokes
Samuel Stokes, född 16 februari 1981 i Dublin i Irland, är en irländsk basist. Stokes är uppväxt i Oxford, England och har även bott i Los Angeles, USA. Han är medlem i Justin Hawkins band Hot Leg.